# قطعنامه ۱۰۱۳ شورای امنیت
قطعنامه ۱۰۱۳ شورای امنیت سازمان ملل متحد که در تاریخ ۰۷ سپتامبر ۱۹۹۵ تصویب شد، سندی بین‌المللی دربارهٔ رواندا است. این قطعنامه طی نشست ۳۵۷۴ام با ۱۵ رای موافق، ۰ مخالف و ۰ ممتنع تصویب شد.